# 1976年インスブルックオリンピックのオーストリア選手団
1976年インスブルックオリンピックのオーストリア選手団（1976ねんインスブルックオリンピックのオーストリアせんしゅだん）は、1976年2月4日から2月15日まで、オーストリアのインスブルックで開催された1976年インスブルックオリンピックのオーストリア選手団、およびその競技結果。

## 概要
今大会は金メダル2個、銀メダル2個、銅メダル2個の計6個のメダルを獲得した。

## メダル
| メダル | 選手名                                    | 競技           | 種目        |
| ------ | ----------------------------------------- | -------------- | ----------- |
| 金     | フランツ・クラマー                        | アルペンスキー | 男子滑降    |
| 金     | カール・シュナーブル                      | スキージャンプ | 男子90m級   |
| 銀     | ブリギッテ・トチュニク                    | アルペンスキー | 女子滑降    |
| 銀     | アントン・インナウアー                    | スキージャンプ | 男子90m級   |
| 銅     | ルドルフ・シュミット フランツ・シャハナー | リュージュ     | 男子2人乗り |
| 銅     | カール・シュナーブル                      | スキージャンプ | 男子70m級   |